# Junto Matsushita
Junto Matsushita (japanisch 松下 純土 Matsushita Junto; * 3. Mai 1991 in Koganei) ist   ein ehemaliger japanischer Fußballspieler.

## Karriere
Matsushita erlernte das Fußballspielen in der Schulmannschaft der Kokugakuin Kugayama High School und der Universitätsmannschaft der Keiō-Universität. Seinen ersten Vertrag unterschrieb er 2014 bei Matsumoto Yamaga FC. Der Verein spielte in der zweithöchsten Liga des Landes, der J2 League. Im September 2014 wurde er an den Drittligisten FC Machida Zelvia ausgeliehen. 2015 wurde er mit dem Verein Vizemeister der J3 League und stieg in die J2 League auf. Für den Verein absolvierte er 20 Ligaspiele. Ende 2016 beendete er seine Karriere als Fußballspieler.